# Bodak Yellow
Bodak Yellow is een nummer van de Amerikaanse rapster Cardi B uit 2017. Het is de eerste single van haar debuutalbum Invasion of Privacy.
Het nummer werd een internationale hit, en betekende de doorbraak voor Cardi B in Amerika. Het wist de nummer 1-positie te behalen in de Billboard Hot 100. In Nederland haalde "Bodak Yellow" de 7e positie in de Tipparade, en in Vlaanderen de 14e positie in de Tipparade.